# Ascaptesyle purpurascens
Ascaptesyle purpurascens är en fjärilsart som beskrevs av Rothschild 1913. Ascaptesyle purpurascens ingår i släktet Ascaptesyle och familjen björnspinnare. Inga underarter finns listade i Catalogue of Life.